# San José (Baleares)
San José
(oficialmente en catalán: Sant Josep de sa Talaia) es un municipio español situado en el suroeste de la isla de Ibiza, en la comunidad autónoma de las Islas Baleares.
El municipio talayero es el más occidental de Ibiza y toda Baleares, y por tanto el más cercano a la península, por la costa de Jávea (Alicante).

## Geografía
San José es el mayor municipio en extensión de la isla. Tiene gran presencia de turismo de sol y playa siendo, además, puerta de entrada por aire a la isla, pues en su territorio se encuentra el aeropuerto de Ibiza.
En San José se encuentra el monte Atalayasa, que es la máxima altitud de la isla de Ibiza con 475 m de altura.

### Clima
De acuerdo con la clasificación climática de Koppen, en el municipio de San José se da el clima semiárido cálido (BSh) en buena parte de las zonas costeras, especialmente en el sureste del municipio, y el clima semiárido frío (BSk) en el resto del municipio, exceptuando parte del interior, de clima mediterráneo (Csa).
| Parámetros climáticos promedio de observatorio del Aeropuerto de Ibiza (6 m s. n. m.) (municipio de San José) (Periodo de referencia: 1991-2020, extremas: 1953-presente) | Parámetros climáticos promedio de observatorio del Aeropuerto de Ibiza (6 m s. n. m.) (municipio de San José) (Periodo de referencia: 1991-2020, extremas: 1953-presente) | Parámetros climáticos promedio de observatorio del Aeropuerto de Ibiza (6 m s. n. m.) (municipio de San José) (Periodo de referencia: 1991-2020, extremas: 1953-presente) | Parámetros climáticos promedio de observatorio del Aeropuerto de Ibiza (6 m s. n. m.) (municipio de San José) (Periodo de referencia: 1991-2020, extremas: 1953-presente) | Parámetros climáticos promedio de observatorio del Aeropuerto de Ibiza (6 m s. n. m.) (municipio de San José) (Periodo de referencia: 1991-2020, extremas: 1953-presente) | Parámetros climáticos promedio de observatorio del Aeropuerto de Ibiza (6 m s. n. m.) (municipio de San José) (Periodo de referencia: 1991-2020, extremas: 1953-presente) | Parámetros climáticos promedio de observatorio del Aeropuerto de Ibiza (6 m s. n. m.) (municipio de San José) (Periodo de referencia: 1991-2020, extremas: 1953-presente) | Parámetros climáticos promedio de observatorio del Aeropuerto de Ibiza (6 m s. n. m.) (municipio de San José) (Periodo de referencia: 1991-2020, extremas: 1953-presente) | Parámetros climáticos promedio de observatorio del Aeropuerto de Ibiza (6 m s. n. m.) (municipio de San José) (Periodo de referencia: 1991-2020, extremas: 1953-presente) | Parámetros climáticos promedio de observatorio del Aeropuerto de Ibiza (6 m s. n. m.) (municipio de San José) (Periodo de referencia: 1991-2020, extremas: 1953-presente) | Parámetros climáticos promedio de observatorio del Aeropuerto de Ibiza (6 m s. n. m.) (municipio de San José) (Periodo de referencia: 1991-2020, extremas: 1953-presente) | Parámetros climáticos promedio de observatorio del Aeropuerto de Ibiza (6 m s. n. m.) (municipio de San José) (Periodo de referencia: 1991-2020, extremas: 1953-presente) | Parámetros climáticos promedio de observatorio del Aeropuerto de Ibiza (6 m s. n. m.) (municipio de San José) (Periodo de referencia: 1991-2020, extremas: 1953-presente) | Parámetros climáticos promedio de observatorio del Aeropuerto de Ibiza (6 m s. n. m.) (municipio de San José) (Periodo de referencia: 1991-2020, extremas: 1953-presente) |
| Mes | Ene. | Feb. | Mar. | Abr. | May. | Jun. | Jul. | Ago. | Sep. | Oct. | Nov. | Dic. | Anual |
| --- | --- | --- | --- | --- | --- | --- | --- | --- | --- | --- | --- | --- | --- |
| Temp. máx. abs. (°C) | 24.7 | 23.5 | 27.1 | 27.8 | 31.0 | 36.5 | 36.6 | 41.0 | 38.4 | 32.0 | 28.4 | 23.8 | 41.0 |
| Temp. máx. media (°C) | 15.8 | 16.0 | 17.8 | 20.0 | 23.1 | 27.1 | 29.8 | 30.4 | 27.7 | 24.0 | 19.5 | 16.8 | 22.3 |
| Temp. media (°C) | 11.9 | 12.0 | 13.7 | 15.8 | 18.9 | 22.8 | 25.7 | 26.4 | 23.7 | 20.2 | 15.7 | 12.9 | 18.3 |
| Temp. mín. media (°C) | 7.9 | 7.9 | 9.5 | 11.6 | 14.5 | 18.5 | 21.5 | 22.4 | 19.7 | 16.3 | 11.9 | 9.0 | 14.2 |
| Temp. mín. abs. (°C) | -1.2 | -3.0 | 0.8 | 3.4 | 6.8 | 10.0 | 14.0 | 11.0 | 11.4 | 6.3 | 1.0 | -0.4 | -3.0 |
| Precipitación total (mm) | 40 | 30 | 22 | 27 | 22 | 8 | 3 | 18 | 63 | 57 | 60 | 52 | 402 |
| Días de precipitaciones (≥ 1 mm) | 5.0 | 4.4 | 3.5 | 4.0 | 2.6 | 1.2 | 0.3 | 1.7 | 4.4 | 5.8 | 5.9 | 5.5 | 44.3 |
| Días de nevadas (≥ 0.01 mm) | 0.1 | 0.1 | 0.0 | 0.0 | 0.0 | 0.0 | 0.0 | 0.0 | 0.0 | 0.0 | 0.0 | 0.0 | 0.1 |
| Horas de sol | 164 | 172 | 217 | 243 | 282 | 315 | 338 | 307 | 237 | 205 | 165 | 155 | 2776 |
| Humedad relativa (%) | 75 | 73 | 72 | 70 | 68 | 66 | 67 | 69 | 70 | 74 | 73 | 76 | 71 |
| Fuente: Agencia Estatal de Meteorología | | | | | | | | | | | | | |

## Historia
El municipio se corresponde con la antigua jurisdicción creada tras la reconquista en 1235, correspondiéndole esta zona en la repartición a Guillermo de Montgrí. La zona era conocida por los musulmanes como Algarb.
Con los francoborbónicos y reales decretos de Nueva Planta de 1716, se suprimen los organismos territoriales y toda la isla pasa al nuevo Ayuntamiento de Ibiza.
En 1812 las Cortes de Cádiz reorganizan el territorio creando el ayuntamiento de San José Obrero. Con la ley 3/1986, de normalización lingüística de las Islas Baleares, se vuelve a la toponimia inicial. En el año 2000, el ayuntamiento recupera su división tradicional en parroquias y véndes.

## Demografía
San José cuenta con una población de 29 664 habitantes (INE 2024).
| Gráfica de evolución demográfica de San José entre 1842 y 2021                                                      |
| |
| Población de derecho según los censos de población del INE Población de hecho según los censos de población del INE |

### Entidades de población
Está formado por varios núcleos urbanos, siendo los principales: San Jorge de las Salinas, San Francisco de Paula, Es Cubells, San José, San Agustín y Cala de Bou.
Este municipio, con 84 km de costa, es el que más playas tiene de la isla como: Cala Conta, Cala Bassa, Cala Vedella, Cala Tarida, Playa de en Bossa, Cala Jondal, Sa Caleta y otras muchas calas más pequeñas.

## Administración y política
| Partido político                                   | 2023  | 2023  | 2023       | 2019  | 2019  | 2019       | 2015  | 2015  | 2015       | 2011  | 2011  | 2011       | 2007  | 2007  | 2007       |
| Partido político                                   | %     | Votos | Concejales | %     | Votos | Concejales | %     | Votos | Concejales | %     | Votos | Concejales | %     | Votos | Concejales |
| Partido Popular (PP)                               | 44,77 | 3816  | 10         | 22,65 | 2002  | 5          | 24,99 | 2089  | 6          | 39,47 | 3027  | 9          | 46,58 | 3379  | 8          |
| Partit Socialista de les Illes Balears (PSIB-PSOE) | 29,61 | 2524  | 7          | 33,17 | 2931  | 8          | 32,67 | 2731  | 9          | 40,39 | 3098  | 10         | 48,30 | 3504  | 9          |
| Vox                                                | 8,56  | 730   | 2          | 5,43  | 480   | 1          | —     | —     | —          | —     | —     | —          | —     | —     | —          |
| Esquerra Republicana de les Illes Balears (ERIB)   | 6,59  | 562   | 1          | 5,44  | 481   | 1          | 4,59  | 384   | 0          | —     | —     | —          | —     | —     | —          |
| Podem-Esquerra Unida de les Illes Balears (EUIB)   | 6,50  | 554   | 1          | 12,02 | 1062  | 3          | 14,61 | 1221  | 4          | —     | —     | —          | —     | —     | —          |
| Proposta per les Illes (PI)                        | —     | —     | —          | 5,37  | 475   | 1          | —     | —     | —          | —     | —     | —          | —     | —     | —          |
| Ciudadanos (CS)                                    | —     | —     | —          | 8,01  | 708   | 2          | —     | —     | —          | —     | —     | —          | —     | —     | —          |
| Alternativa Insular (Al-In)                        | —     | —     | —          | —     | —     | —          | 8,40  | 702   | 2          | —     | —     | —          | —     | —     | —          |
| Nova Alternativa (NOV-A)                           | —     | —     | —          | —     | —     | —          | —     | —     | —          | 10,31 | 807   | 2          | —     | —     | —          |